# نيكهون
نيكيون (بالتايلندية: นิชคุณ หรเวชกุล) (من مواليد 24 يونيو 1988) في كاليفورنيا، الولايات المتحدة. هو مغن أمريكي من أصل تايلاندي-صيني بدأ مسيرته الفنية عام 2007. هو عضو في فرقة 2 بي إم. وهو أيضا راقص وعارض أزياء وممثل ومغني راب.

## السيرة الذاتية
ولد نيكهون في رانشو كوكامونجا بولاية كاليفورنيا لأب تايلندي وأم صينية. لديه أخ واحد «نيشان» وهو الأكبر، وأختين أصغر منه (يانين وتشرلين). في سن الثانية، انتقل إلى تايلاند مع عائلته. في سن الثانية عشرة، درس في مدرسة وانجانوي الجامعية في نيوزيلندا لمدة سنة ونصف ثم ذهب إلى الولايات المتحدة ليكمل دراسته.

## وصلات خارجية
- نيكهون على موقع IMDb (الإنجليزية)
- نيكهون على موقع ميوزك برينز (الإنجليزية)
- نيكهون على موقع ديسكوغز (الإنجليزية)
- نيكهون على موقع قاعدة بيانات الفيلم (الإنجليزية)

- الموقع الإلكتروني